# Vladímir
Vladímir (en rus: Влади́мир) és una ciutat de Rússia a l'óblast de Vladímir. Es troba a la vora del riu Kliazma, a 200 km a l'est de Moscou.
Té un aeroport que durant la segona guerra mundial era seu de la base aèria de Dobrínskoie.
L'any 1989 tenia 315.000 habitants, que el 2010 havia pujat fins a 345.373.

## Història
La zona estava habitada des de com a mínim fa 25.000 anys. La data de fundació tradicional de la ciutat era del 1108 però sembla que és més antiga, car sembla que va ser visitada per Vladímir I de Kíev l'any 990. Durant el principi del segle xiii la ciutat tingué una època d'esplendor amb Iaroslav II de Vladímir però caigué sota els tàrtars a les ordres de Batu Khan el 1238.

## Economia
Vladímir és seu d'indústries elèctriques i químiques a més d'alimentàries. També hi ha establiments militars de míssils i molt de turisme.

## Arquitectura
Dues de les seves catedrals són Patrimoni de la Humanitat: la Catedral de l'Assumpció i la Catedral de sant Demetri.

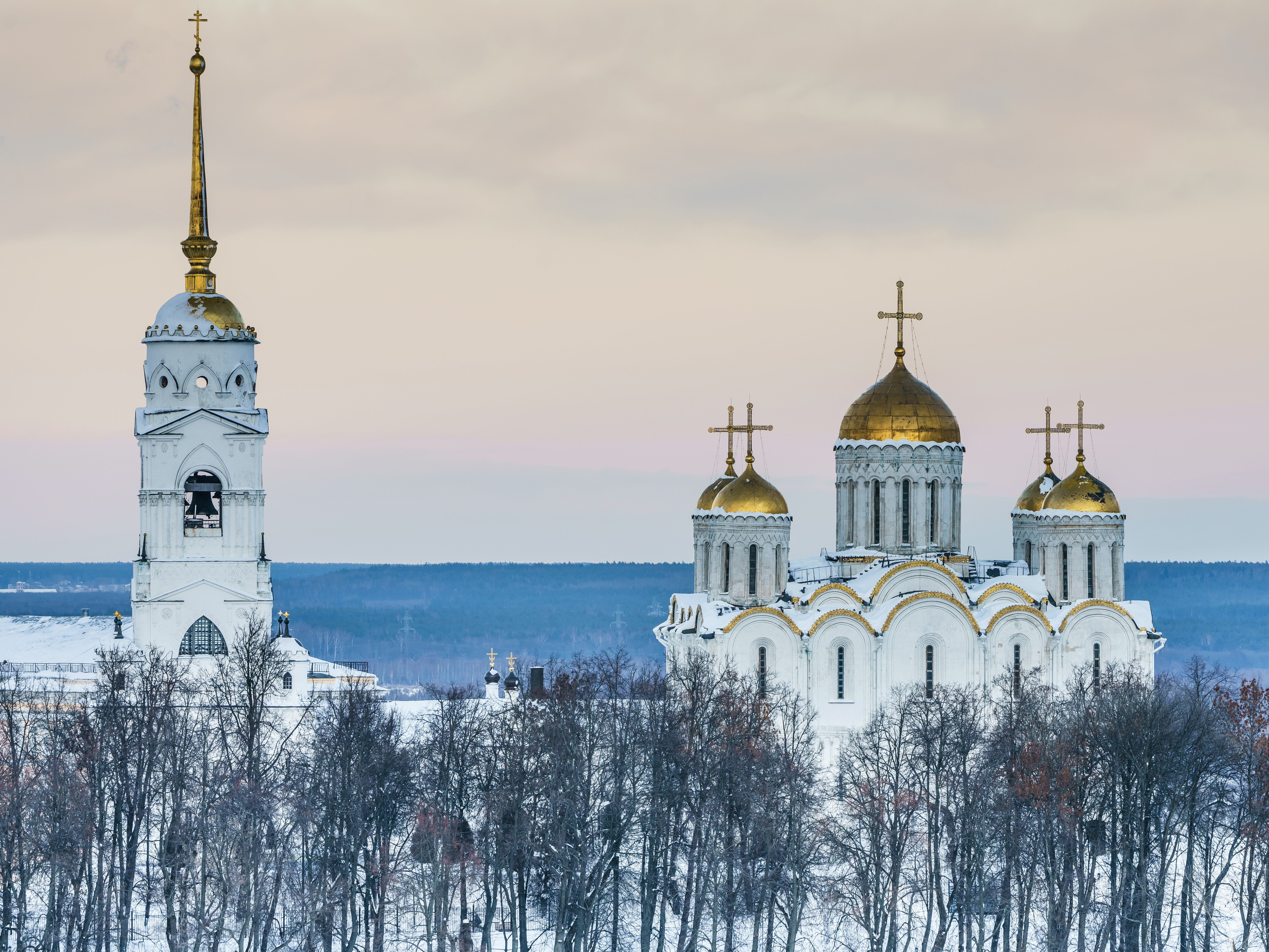
Catedral de l'Assumpció
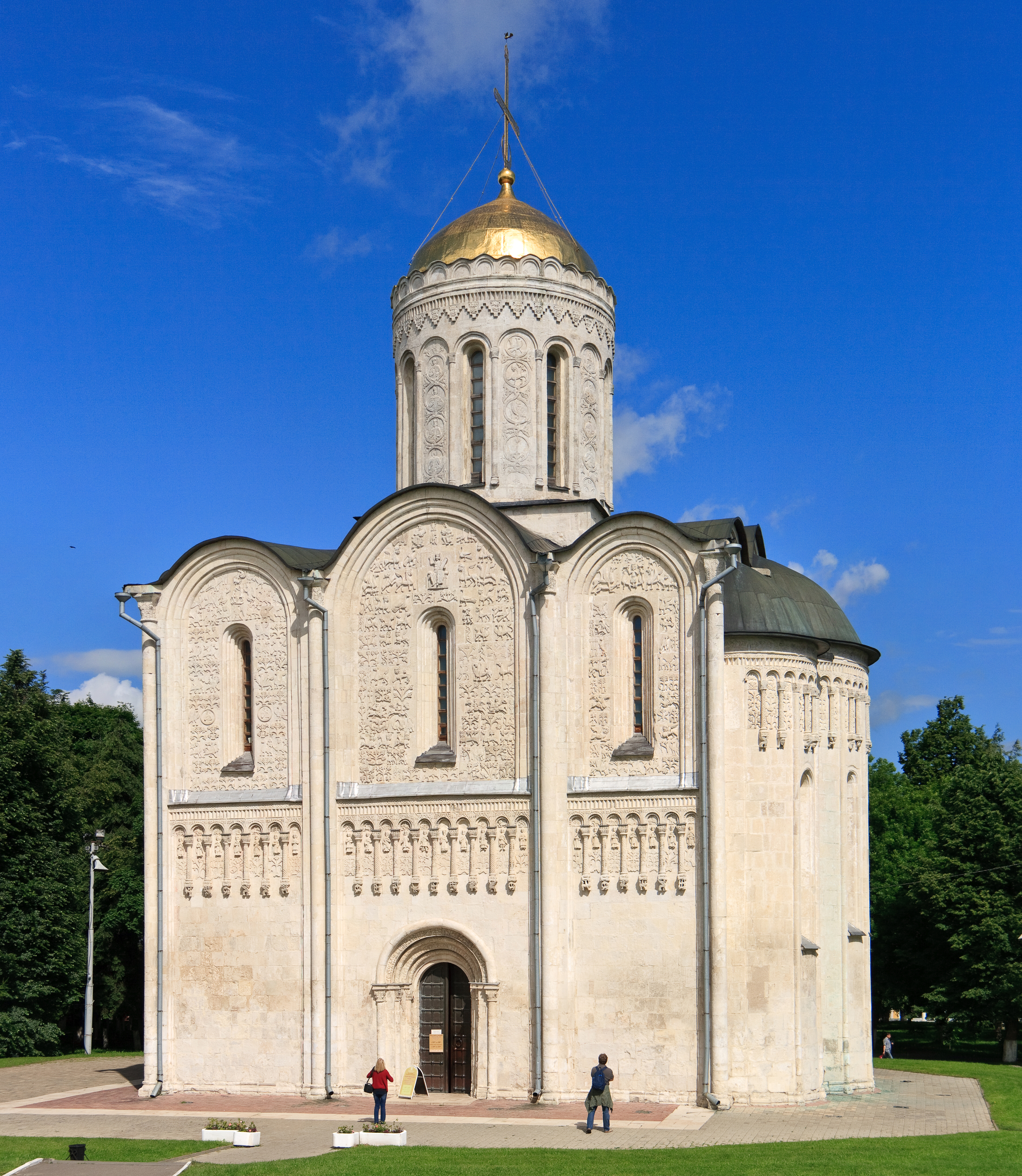
Catedral de sant Demetri, en una foto de 1911

## Personatges il·lustres de la ciutat
- Daniel I de Moscou (1261–1303), Gran príncep de Moscou
- Mikhaïl Iaroslàvitx (1271–1318), Príncep de Tver, Gran Príncep de Vladímir
- Mikhaïl Làzarev (1788–1851), comandant de flota i explorador rus
- Serguei Tanéiev (1856–1915), compositor rus
- Aleksei Batàlov (1928–2017), actor rus
- Albert Mokéiev (1936–1969), pentatleta rus
- Nikolai Andriànov (1952–2011), gimnasta artístic soviètic
- Vladímir Artiómov (1964), gimnasta artístic rus
- Ígor Khenkin (1968), jugador d'escacs d'origen rus
- Iuri Lodiguin (1990), futbolista greco-rus